# カマグエイ
カマグエイ（スペイン語: Camagüey）は、キューバ中部にある都市。カマグエイ州の州都。旧称はサンタ・マリア・デル・プエルト・プリンシペ（西: Santa María del Puerto del Príncipe）。人口は29万4,000人。ハバナの南東方約550kmの地点にあり、キューバ島内陸の交通要所である。サトウキビ栽培と牧畜が主に行われている肥沃な農業地帯の中心都市であり、製糖業などの食品加工業、及びに商業が活発に行なわれている。農産物は東方約50kmの地点にあるヌエビタス港から積み出される。その他周辺には、クロムやマンガンなどの鉱床があり、現在開発が進行中である。

## 歴史
1514年にキューバ島の北岸に建設された最初の都市は絶え間ない海賊の攻撃を受けた後、1528年に内陸に移転した。
新しい町は、曲がりくねった道路が多いかなり複雑なレイアウトで建設されており行き止まりや分岐した道路が多く、その結果、広場も様々な大きさとなった。このことに関する意見としては、町を侵略者から防御しやすくするために設計された、町から出る道が一つしかないことで、たとえ海賊が町に入ることに成功しても、地元民が彼らに罠をかけて、殺すことができるようにしたなどである。しかし地元民は、実際には地元の教会のそばに住みたい地元民を避けるように曲がった道が造られ、町は無計画に建設されたと主張している。　

## 世界遺産
カマグエイの街は1530年代に建設され、19世紀までスペイン領西インド諸島の経済的な中心地であった。そのため、17世紀の教会を含め、スペイン植民地時代の建築物が今なお残っている。そうした歴史的街並みは、2008年に世界遺産に登録された。

### 登録基準
この世界遺産は世界遺産登録基準のうち、以下の条件を満たし、登録された（以下の基準は世界遺産センター公表の登録基準からの翻訳、引用である）。
- (4) 人類の歴史上重要な時代を例証する建築様式、建築物群、技術の集積または景観の優れた例。
- (5) ある文化（または複数の文化）を代表する伝統的集落、あるいは陸上ないし海上利用の際立った例。もしくは特に不可逆的な変化の中で存続が危ぶまれている人と環境の関わりあいの際立った例。